# Psittacinae
Psittacinae Rafinesque, 1815 è una sottofamiglia di uccelli della famiglia Psittacidae, comprendente 11 specie di pappagalli tropicali diffusi in Africa tropicale.

## Tassonomia
La sottofamiglia comprende 11 specie in 2 generi:
- Genere Psittacus
  - Psittacus erithacus Linnaeus, 1758 - pappagallo cenerino
- Genere Poicephalus
  - Poicephalus fuscicollis (Kuhl, 1820) - pappagallo collobruno
  - Poicephalus robustus (J.F.Gmelin, 1788) - pappagallo del Capo
  - Poicephalus gulielmi (Jardine, 1849) - pappagallo fronterossa
  - Poicephalus meyeri (Cretzschmar, 1827) - pappagallo di Meyer
  - Poicephalus rueppellii (G.R.Gray, 1849) - pappagallo di Rüppell
  - Poicephalus cryptoxanthus (W.Peters, 1854) - pappagallo testabruna
  - Poicephalus crassus (Sharpe, 1884) - pappagallo niam niam
  - Poicephalus rufiventris (Rüppell, 1842) - pappagallo panciarossa
  - Poicephalus senegalus (Linnaeus, 1766) - pappagallo del Senegal
  - Poicephalus flavifrons (Rüppell, 1842) - pappagallo frontegialla